# Bāwāli
Bāwāli är en ort i Indien.   Den ligger i distriktet South 24 Paraganas och delstaten Västbengalen, i den östra delen av landet, 1 300 km sydost om huvudstaden New Delhi. Bāwāli ligger 9 meter över havet och antalet invånare är 9 868.
Terrängen runt Bāwāli är mycket platt. Runt Bāwāli är det mycket tätbefolkat, med 1 886 invånare per kvadratkilometer. Närmaste större samhälle är Nangi, 9,5 km norr om Bāwāli. Trakten runt Bāwāli består till största delen av jordbruksmark.